# Stora Boda (naturreservat)
Stora Boda är sedan 2013 ett naturreservat i norra delen av Kristbergs socken, Motala kommun, Östergötlands län. 

## Belägenhet
Stora Boda naturreservat ägs av Sveaskog AB och förvaltas av Länsstyrelsen Östergötland. Området är beläget på Karlsby kronopark 10 km norr om Kristbergs kyrka i Motala kommun. Vandringsstigar finns till närbelägna Bromossens naturreservat och vidare till Fågelmossen samt till Hästtumla Tallskog.

## Värdefull barrnaturskog
Den drygt 63 hektar stora reservatet ingår i ett kluster av värdefulla skogsområden som kännetecknas av häll- och myrmosaiker med mestadels mager barrnaturskog mark. Det finns även ett höjdparti och inslag av näringsrikare mark. Området rymmer senvuxna granar, gamla tallar och multnande ved av framförallt tall. 
Stora Boda gammelskog består av gles hällmarksskog med insprängda björkrika tallmossar samt några produktivare barrblandskogar av blåbärstyp. Inslag av riktigt gamla, ofta senvuxna, tallar och granar är relativt stort och i delar av området förekommer rikligt med död ved i form av torrgranar, granlågor och spridda gamla tallågor. Skogens ålder varierar starkt med träd upp till ca 200 års ålder.
På gammelgranar växer grynig blåslav och tallticka. I området finns skalbaggar som den rödlistade raggbocken och skrovlig flatbagge. Bland fåglarna märks tjäder, orre och nattskärra.

## Kolbottnar och kolarkoja
I områdets södra del finns resterna av en spismur från en kolarkoja intill en kolbotten och strax intill parkeringen finns en kolbotten.